# Єльнінська операція (1941)
Єльнінська наступальна операція (30 серпня — 8 вересня 1941) — операція радянських військ на початковому етапі німецько-радянської війни. Здійснювалася силами 24-ї та 43-ї армій (генерал-майор Селезньов Д. М.) Резервного фронту.

## Передумови
Єльнінська операція є складовою частиною Смоленської битви. 10 дивізій 24-ї армії від Ставки ВГК отримують наказ утримувати рубіж Бєлий — станція Іздешково — Дорогобуж — Єльня з особливою увагою в напрямі Ярцево — Вязьма, найважнішим напрямом рахувалося шосе Мінськ — Москва. Після прориву радянської оборони на Дніпрі німецький XXXXVII моторизований корпус направляється не на Ярцево, а на Єльню, де на лівому фланзі 24-ї армії зайняла оборону 19-та стрілецька дивізія з полосою оборони в 30 кілометрів.
19 липня танкова бригада Вермахту досягла вокзалу Єльні, до вечора німецькі сили пробилися на східну околицю міста, згодом захоплені сусідні населені пункти. Подальші спроби розвиття наступу були припинені з'єднаннями радянської 24-ї армії Резервного фронту, німецькі сили переходять до оборони; утворився так званий Єльнинський виступ, котрий глибоко врізався в радянські оборонні лінії та загрожував радянським тилам в напрямку Вязьми. На Єльнінському плацдармі позиції зайняла 10-та німецька танкова дивізія і моторизована дивізія СС «Дас Райх».
Командувач 24 — ї армії генерал Ракутін віддав наказ про висування в терміновому порядку на Єльню 104-ї танкової та 120-ї стрілецької дивізії. Кілька разів сильно виснажені в попередніх боях з'єднання 24-ї армії намагалися контратакувати в липні-серпні 1941 під Єльнею, без якихось вислідків та з чисельними втратами. Перша спроба відбити Єльню була зроблена з ходу 19-ю стрілецькою та 104-ю танковими дивізіями зранку 20 липня. Донесення штабу 24-ї армії про відступ з Єльні в Москві було отримане аж 20 липня в другій половині дня. Командування Резервного фронту кидає під Єльню 105-ту та 106-ту дивізії для припинення подальшого німецького просування.
23 липня радянські сили двома групами знову атакують місто, при цьому у танків відчувалася нестача набоїв — доставлялися за 450 кілометрів, 10-та танкова бригада 10-ї танкової армії взагалі участі в боях не брала — через повну відсутність палива. 24 липня Т-34 атакували позиці, займані «Дас Райх», 25 липня — слудуюча атака, цього дня — по німецьких звітах — підбито 78 радянських танків. Наступного дня німці укріплюються 17-ю танковою армією; 27-31 липня тривали безперервні бої. 21 серпня командуючий Резервним фронтом Георгій Жуков наказує командуючому 24-ю армією генерал-майору К. І. Ракутіну припинити спроби контратак та готуватися до потужнішої спроби.
На 70-кілометровому фронті Єльнінського виступу — поздовж до 30 км і в глибину 26 км — оборонялися німецькі 78-ма, 137-ма, 292-га та 268-ма піхотні дивізії 20-го армійського корпусу 4-ї армії генерал-фельдмаршала Г. Клюге — близько 70000 вояків, 500-мм гармат та мінометів калібром 75-мм та більше, 40 танків.
З радянського боку протистояли тринадцять стрілецьких дивізій, чотири з них на річці Ужа північніше виступу; загалом близько 60000 червоноармійців, до 800 гармат, мінометів та установок реактивної артилерії калібром понад 76 мм, та 35 танків. 107-ма стрілецька дивізія полковника П. В. Миронова посилюється трьома артилерійськими полками та двома батареями БМ-13, дивізія мала діяти на ділянці фронту в 4 кілометри. 102-га танкова дивізія полковника І. Н. Ілларіонова та 100-та стрілецька генерал-майора І. М. Русіянова мали наступати в полосах 4 і 8 кілометрів; в північній групі наступу було зосереджено до 400 гармат та мінометів — створювалася густина 60 гармат та мінометів на кілометр планованого прориву.

## Плани операції та підготовка
Південна група прориву — 106-та моторизована полковника Н. П. Руднєва та 303-тя стрілецька дивізії полковника А. Н. Первушина — отримували на посилення близько 100 гармат та мінометів, стрілецький полк, мінометний батальйон, батарея БМ-13, згодом 103-й окремий танковий батальйон — 15 танків. 102-га танкова дивізія (лише 20 справних танків), 103-тя та 106-та мотодивізії, не маючи матеріального забезпечення, мали використовуватися як стрілецькі.
Центральній групі прориву відводилася головна роль — 19-та генерал-майора Я. Г. Котельникова, та 309-та піхотна дивізія полковника Н. О. Ільянцева, вони мали наступати зі сходу на Єльню; однак ці дивізії мали лише близько 100 гармат за повної відсутності танків.
103-тя моторизована генерал-майора І. І. Бірічева та 120-та стрілецька дивізія генерал-майора К. І. Петрова мали на своїх ділянках стримувати та зв'язувати противника.
У всіх цих підрозділах не було авіаційної підтримки — літаки були передані потребам Брянського фронту, за винятком 20, що використовувалися для коректування вогню та розвідки.
43-тя армія у співдії з 50-ю армією Брянського фронту згідно плану мала наступати на Рославль.
На підготовку наступу виділялося 4 доби, всі організаційні питання не були вирішені, дивізії вкомплектовані особистим складом на 70-80 %, артилерія матеріальною частиною — на 25-50 % (окрім 107-ї стрілецької дивізії — 90 %); не був підготовлений достатній запас боєзапасів — вже на другий день операції була гостро відчутна їх нестача. Однак керування не виділяло більше часу на комплектування — операція планувалася як допомога контрударам Брянському фронту, котрі проводилися в південному напрямі по німецькій 2-й танковій групі. В ударні групи включалися всі справні танки та близько 80 % артилерії.
100-та стрілецька дивізія на 14 серпня в своєму 6 танків Т-34 і 1 КВ-1, 107-ма стрілецька — по 4 КВ-2 і Т-34 та 15 Т-26.
Південніше протягом 30 серпня — 12 вересня 3-тя, 13-та та 50-та армії Брянського фронту проводили Рославль-Новозибковську наступальну операцію.

## Хід операції

### Прорив організованої оборони на напрямах головних ударів (30-31 серпня 1941)
О 7:30 ранку 30 серпня близько 800 гармат, мінометів та реактивних установок 24-ї армії — в умовах поганої видимості через туман — почали артилерійську підготовку по позиціях противника. Цього дня відносного успіху вдалося добитися лише південній радянській групі — вона в зоні прориву просунулася вглиб до 1,5 км.
О 8-й ранку танки північної ударної групи атакували позиції противника, однак піхота відстала і успіх не було закріплено. Танки відходять, нацисти отримали час на окопування, але в ході двох радянських атак було придушено німецьких 10 протитанкових гармат, 12 кулеметів та 2 гарматні дзоти.
Разом з тим окремі підрозділи полків першого ешелону 107-ї стрілецької дивізії не встигли зайняти вихідні позиції, на цій ділянці одночасна атака не склалася; з'єднання північної групи за 30 серпня просунулися лише на 500 метрів.
Проте 109-та танкова дивізія, прорвавши оборону німецької 23-ї піхотної дивізії, просунулася на 12 км і вийшла до н. п. Костирі. 31 серпня нацисти на цей прорив кидають 267-му та 10-ту танкову дивізії, котрі контрударом взяли 109-ту танкову в оточення. 109-та дивізія билася за вихід з оточення західніше Десни до 5 вересня; більшість з її складу загинули в боях чи були полонені, і 19 вересня дивізія була розформована.
31 серпня звівся практично до позиційного вгризання в німецьку оборону, тільки 107-ма стрілецька дивізія до кінця дня змогла зламати оборону, просунувшись до ночі на 2 км. Південна група за день просунулася в середньому на 500 метрів.
Через туман та погане знання місцевості авіація 30 серпня спромоглася провести лише два удари по нацистських летовищах — п'ятьма Пе-2 в супроводі шести МіГ-3 по летовищу Селеща; дев'ять Іл-2 та дванадцять Як-1 — по Олсуф'єво.
Протягом двох наступних днів німецькими військами було зроблено ряд контратак — силою до піхотного батальйону, з танками та за підтримки артилерії й авіації в напрямі 102-ї танкової, 107-ї та 303-ї стрілецьких дивізій.

### Відбиття контратак противника (1-3 вересня 1941)
Ще 31 серпня 1941 р. командування 24-ї армії для розвитку наступу приймає рішення створити «звідний загін» з частин 100-ї, 102-ї та 107-ї дивізій з районом формування в лісі південніше Моніно для наступу в район Садки — Велика Нежода і перерізати дорогу Єльня — Балтутіно, утворення кругової оборони та недопущення підходу німецьких резервів до Єльні.
Ранком 3 вересня 1941 р. «зведений загін» вступає в бойові дії; він відразу піддався артилерійському та авіаційному обстрілу противника. На полі бою залишилося до 1/4 особистого складу загону, підбито 7 танків, з 13 тих, що вціліли, на ходу був тільки 1. Загін, співдіючи з частинами 107-ї стрілецької дивізії, зумів пробитися до села Садки; розвідзагін 107-ї дивізії до кінця дня пробився до Софіївки. 355-й стрілецький полк 100-ї дивізії після трьох атак зайняв село Мітіно.
Того ж ранку поновили наступ і дивізії південної групи; до вечора в боях зайняли населені пункти Леоново та Щеплево. Через погану розвідку заболоченої місцевості 15 танків 103-го окремого танкового батальйону, що наступали з піхотою 303-ї стрілецької дивізії, застрягли в болоті південніше Леонова. До ранку 4 вересня з болота було витягнуто 9 танків. До кінця дня 3 вересня 1941 р. в результаті наступу з'єднань південної та північної груп, горловина Єльнінського виступу звузилася до 6-8 кілометрів.

### Розвиток радянського наступу та переслідування німецьких сил. Ліквідація Єльнінського виступу (4-8 вересня 1941)
Знаходячись під загрозою оточення, нацистські сили починають відступати з Єльнінського мішка, прикриваючись по всьому фронту ар'єргардами. Радянське армійське керівництво приймає рішення в найстисліші терміни оволодіти Єльнею, керівництву 24-ю армією наказано збільшити північну групу за рахунок одного стрілецького полку 127-ї стрілецької дивізії, котрий тримав оборону на річці Ужа; полк атакує в смузі 102-ї танкової дивізії. Радянські з'єднання по всьому фронту переходять в наступ, він відбувався із запеклими боями по флангах. До кінця 5 вересня 100-та стрілецька дивізія зайняла Чапцово північніше Єльні, а 19-та стрілецька дивізія зав'язала бої в Єльні.
6 вересня Єльня зайнята радянськими військами, до 8 вересня був ліквідований Єльнінський плацдарм, зайнято оборонний рубіж Нові Яковлевичі — Ново-Тишово — Кукуєво. Багаторазові контратаки німецьких військ не дали результатів і Вермахт переходить до оборони. 12 вересня німецькою контратакою радянські сили відтіснені за Стряну.

## Результати
До 9 вересня радянські війська з боями просунулися в західному напрямі на 24 кілометри та вийшли на рубіж східніше Плотки — річка Стряна — західніше Стряни, в ході боїв було захоплено понад 100 гармат.
В результаті Єльнінської операції був ліквідований Єльнінський виступ, чим відносно покращилося становище Резервного фронту, знята можливість ударів у фланги Західного та Резервного фронтів. По радянських даних, німецькі втрати складали до 45-47000 солдатів, з них близько 30000 вбитими, дослідження пізнішого часу вказують вдвічі нижчі цифри.
В донесенні політуправління радянської 24-ї армії вказувалося, що за час боїв під Єльнею втрати склали вбитими, пораненими та пропалими безвісти 77728 людей — (в радянських дослідженнях пізнішого часу чомусь вказується 31850 людей), зокрема 19-та стрілецька дивізія — 11359, 6-та дивізія народного ополчення із загального складу 9791 залишилося 2002 людей. В 100-й, 121-й, 153-й, 161-й дивізіях вибуло до 80 % особового складу — після закінчення єльнінських боїв в них залишалося в строю по 200—400 чоловік.
Проте цілком поставленого завдання 24-та армія не виконала через нестачу особового складу, недоукомплектованість технічної складової та неузгодженість командного складу при організації наступу в стислі терміни. В подальшому перемога під Єльнею радянським командуванням ніяк не була використана і її результати не привнесли жодних змін в стратегічну розстановку сил на західному напрямі. Це була пропагандистська перемога.
100-та та 127-ма стрілецькі дивізії 24-ї армії були першими вдостоєнні звання гвардійських та перейменовані в 1-шу та 2-гу гвардійські дивізії.
Згодом звання гвардійських присвоєне і 107-й та 120-й стрілецьким дивізіям, котрі 26 вересня 1941 року перейменовані в 5-ту та 6-ту гвардійські дивізії.
Разом з тим німецьке командування під прикриттям боїв на виступі зуміло перекинути сили на південь, котрі зіграли свою роль при знищенні 5 радянських армій під Києвом.